# Ben Carlin
Ben Carlin, celým jménem Frederick Benjamin Carlin (27. července 1912 Northam – 7. března 1981 Perth) byl Australan, který jako první člověk v historii vykonal cestu kolem světa na obojživelném vozidle.
Pracoval jako inženýr ve zlatých dolech v Goldfields-Esperance, pak žil v Číně, za druhé světové války sloužil v Britské Indické armádě. Po válce se usadil se svojí druhou manželkou v jejím rodném Marylandu a rozhodli se podniknout svatební cestu na vyřazeném armádním vozidle Ford GPA nazvaném Half-Safe. Vyrazili koncem roku 1947 z Montréalu, Atlantský oceán se jim podařilo překonat až na pátý pokus a v únoru 1951 přistáli v Cabo Juby, odkud se přes západní Evropu dostali do Anglie, kde se zastavili na tři roky. Carlin v této době napsal knihu Half Safe: Across the Atlantic by Jeep, z jejíhož výtěžku platil další cestu. V roce 1955 projeli přes Francii, Itálii, Jugoslávii, Řecko, Turecko, Irák a Írán do Indie, odkud se přeplavili parníkem do Austrálie, kde se Carlin setkal s příbuznými. Jeho žena se rozhodla dále v cestě nepokračovat, Carlin se v lednu 1956 vrátil do Kalkaty a pokračoval v cestě, v Sittwe se k němu přidal krajan Barry Hanley, s nímž projel Indočínou do Saigonu a přes moře do Japonska se zastávkami v Hongkongu a na Tchaj-wanu. Zde Hanley Carlina opustil a jeho novým spolujezdcem se stal americký novinář Boyé Lafayette De Mente. Z Japonska se přes Kamčatku a Aleuty dostali do Anchorage, dále pokračoval Carlin sám do Seattle, kam dorazil v listopadu 1957 a přes severoamerickou pevninu přijel 13. května 1958 do Montréalu. Na své cestě urazil 17 780 kilometrů po moři a 62 744 kilometrů po souši. Vozidlo Half-Safe bylo po Carlinově smrti věnováno škole v Guildfordu, do níž chodil jako chlapec.